# Harte Faust
Harte Faust war ein deutsch-niederländisch-US-amerikanisches FTX-Militärmanöver in Niedersachsen im Herbst 1979.

## Truppengliederung
Harte Faust stand unter der Leitung des I. Korps. Als Übungstruppe BLAU waren folgende Kräfte eingeteilt:
- 1. PzGrenDiv[3]
  - Divisionstruppen
  - PzGrenBrig 1, Hildesheim
  - PzBrig 3, Nienburg/Weser
  - 3rd Brig/2. US-PzDiv, Garlstedt

Die Übungstrupps ROT setzte sich wie folgt zusammen:
- 3. Panzerdivision, Buxtehude
  - Divisionstruppen
  - PzBrig 8, Lüneburg
  - PzLehrBrig 9, Munster
  - 41. NL-Panzerbrigade, Seedorf

- Kampfverband „Nord“[4]
  - Stab, Panzerbrigade 33
  - Panzergrenadierbataillon 332 (Wesendorf)
  - Jägerbataillon 720
  - Sicherungsbataillon 7247
  - VBK 24 (241, 242, 243)

Die Flugabwehr setzte sich wie folgt zusammen:
- Teile 4. Luftwaffendivision der 2. ATAF unterstellt
  - FlugabwehrRakBtl 37 (Hawk)
  - FlugabwehrRakBtl 38 (Hawk)
  - Tieffliegermeldedienst
  - FlugabwehrRakReg. 3
  - zwei dänische Kompanien

Schiedsrichterdienst für BLAU stellte die 7. Panzergrenadierdivision und für ROT die 6. Panzergrenadierdivision und die 43. NL-PzBrig. Im Einzelnen war der Leitungs- und Schiedsrichterdienst für Harte Faust wie folgt gegliedert:
- Teile 11. Panzergrenadierdivision, Oldenburg
- 7. Panzergrenadierdivision, Unna, für BLAU
  - Panzergrenadierbrigade 19 „Münsterland“ für Panzergrenadierbrigade 1
  - Panzerbrigade 21 für Panzerbrigade 3
- 6. Panzergrenadierdivision, Neumünster, für ROT
  - Panzergrenadierbrigade 16 für Panzerbrigade 8
  - Panzerbrigade 18 für Panzerlehrbrigade 9
  - Luftlandebrigade 27, Lippstadt
  - 2nd Battalion / 50th US-Infantry Regiment, 2nd US-Armored Division, Fort Hood, Texas
  - 43. NL-Panzerbrigade für 41. NL-Panzerbrigade

## Umfang
Insgesamt waren 60.000 Soldaten (davon 6.000 Reservisten), 16.000 Rad- und 2.700 Kettenfahrzeuge beteiligt. Übungsleitung hatte das I. Korps.

## Auftrag
Vom Kommandierenden General wurden für die Übung Harte Faust folgende Richtlinien herausgebracht:
- Für alle Parteien sollten alle drei Operationsarten Angriff, Verteidigung und Verzögerung geübt werden
- Jede Partei sollte möglichst oft offene Flanken provozieren, so dass die übende Truppe zur Aufklärung, Sicherung und Verbindung gezwungen wird
- Jede Partei sollte mindestens einmal Subjekt oder Objekt einer größeren Täuschungsoperation sein
- Jede Partei muss durch Jagdkampf zum Schutz ihres rückwärtigen Gebietes gezwungen werden
- Jede Partei hat mindestens eine Luftlandung, möglichst bei Nacht, durchzuführen
- Planung und Durchführung eines Gewässerübergangs gegen den Feind
- Üben von Begegnungsgefecht und Ablösung
- Marschbewegungen zum und vom Übungsraum und Gefechtsfeld sind kriegsmäßig durchzuführen

Übungszweck von Harte Faust war Führung, Kampf, Kampfunterstützung von Großverbänden in allen Gefechtsarten im Zusammenwirken mit dem Territorialheer.

## Ablauf
Harte Faust fand vom 17. bis 22. September 1979 im Raum Emden, Wilhelmshaven, Lippstadt und Rheine statt. FlAbwRakReg. 3 richtete bei der Übungsleitung einen Luftverteidigungsgefechtsstand (Air Defence Operation Liaison Team – ADOLT) ein. Die Panzerverbände wurden während der Aufmarschphase mit insgesamt 220 Eisenbahntransporten in das Übungsgebiet gebracht. Der Ballungsraum lag bei Meppen, Cloppenburg, Osnabrück, Rheine und Lingen. ROT griff aus dem Raum Emden/Leer über den Fluss Jümme und den Küstenkanal an, bis der Angriff im Gebiet Freren gestoppt wurde. Die PzBrig 8 wurde im Raum Bad Zwischenahn von US-Truppen eingeschlossen. Brückenschläge fanden über die Hase und den Mittellandkanal statt. Die Luftunterstützung für beide Seiten erfolgte durch 600 Flüge der Operation „Cold Fire 79“. Das PzBtl 83 bekam die Korpsmedaille für die beste Operative Führung.

## Neuerung
Erstmals wurde das Fernmeldesystem AUTOKO (automatisiertes Korpsstammnetz), sowie das auf Laser basierende Treffenanzeigegerät TALISSI im Praxistest geprüft.

## Medien
- Die großen Übungen der Bundeswehr 2. DVD. Breucom-Medien, 2011, ISBN 978-3-940433-33-6.